# Ratier de Prague
Le Ratier de Prague (aussi nommé Ratier Pragois ou Pražský krysařík) est une race de chien de petite taille peu répandue en dehors de la Tchéquie, son pays d'origine. C'est la plus petite race de chien au monde d'après les statistiques (par rapport à la taille maximale du chien, contrairement au Chihuahua qui est mesuré par rapport à son poids). Il est souvent confondu avec le Pinscher Nain, une race au physique proche du Ratier de Prague.

## Origines
Bien que le Ratier de Prague soit principalement connu pour être un animal de loisir, il fut à l'origine créé dans l'objectif de remplacer les chats dans la chasse aux nuisibles (rats, mulots...). Le roi Boleslas Ier de Pologne (1058–1080) possédait deux Ratier de Prague originaires de Bohême. Puis ce chien devint moins populaire au cours du XXe siècle au profit du Pinscher Nain (avec lequel il est souvent confondu). Néanmoins, cette race recommence à prospérer avec l'augmentation d'éleveurs tchèques et slovaques qui les font se reproduire.

## Description

### Apparence
Doté de poils courts et brillants, la robe noir et feu est la plus répandue (sa robe d'origine). D'autres robes furent confirmées plus tard. Chocolat et feu, bleu et feu, fauve, merle bleu, merle chocolat. Il est en moyenne plus petit de 2 cm que le minimum de taille du Pinscher Nain. La taille idéale se situe entre 20 et 23 cm. Le poids à l'âge adulte varie entre 1,5 kg et 2,6 kg (le poids idéal avoisinant les 2,3 kg).

### Caractère
Le Ratier Pragois est un chien très actif, curieux et sociable. Il a naturellement tendance à se méfier des étrangers, mais est en général sociable, avec les enfants notamment ; il est en effet très attaché à chaque membre de la famille.

### Utilité

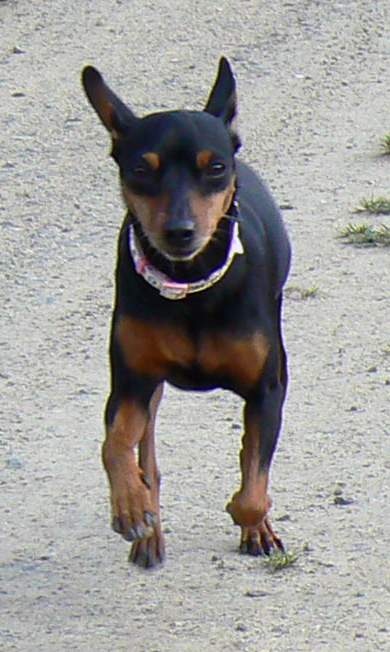
Les Ratiers de Prague sont connus pour être particulièrement athlétiques.

Malgré sa petite taille, le Ratier de Prague est capable d'accomplir des exercices divers tels que l'Agility, le dressage, et caetera... Ayant été créé, à l'origine, pour chasser les nuisibles, le Ratier de Prague est particulièrement compétent dans le pistage. Sa tendance est d'ailleurs, de chasser mulots, chats et pigeons si ceux-ci se présentent à sa portée.

### Santé
Le Ratier de Prague peut-être sujet à des problèmes osseux, du fait de sa frêle ossature. Il est également sujet aux luxations de la rotule. Enfin, un certain nombre de jeunes Ratier de Prague présentent des dents qui nécessitent d'être retirées manuellement afin de prévenir d'éventuels problèmes de dentition générale.

#### Espérance de vie
Le Ratier de Prague a une espérance de vie variant de 12 à 14 ans.